# Ole Tornbjerg
Ole Tornbjerg (født 30. april 1967) er en dansk forfatter og journalist, en del af forfatterparret Øbro og Tornbjerg. Tornbjerg er bachelor i International Udvikling og Kommunikation fra Roskilde Universitet i 1993 og arbejdede som journalist for TV 2s Reportageholdet fra 1995 til 1997 samt for DR fra 1997 til 1999. Ole Tornbjerg er senere uddannet filmproducer fra EAVE (European AudioVisual Entrepreneurs) i 2008 og har produceret en række prisvindende dokumentarfilm, bl.a. Arif Hossein, ETV, Dhaka om farligt børnearbejde i Bangladesh; Dipomacy – The Responsibility to Protect om Darfur-krisen, Blod i mobilen om konfliktmineraler fra DR Congo, 'De misbrugte filmbørn' (TV 2, 2018) om seksuelle overgreb mod børneskuespillere i ikoniske 70'er film, 'Løb som en pige' (TV 2, 2019) om ung maratonløber fra Kenya, og 'Gaden' (TV 2, 2020), hvor tre misbrugere fra Istedgade fortæller om de traumer, der sendte dem på Gaden.
Ole Tornbjerg har produceret, og sammen med Line Ritz instrueret, dokumentarserien MeToo: Sexisme bag skærmen (Discovery+, 2021), der af historieprofessor Birgitte Possing er blevet kaldt "et danmarkshistorisk dokument over hvordan magt kan misbruges, når den udnyttes seksuelt."
I 2023 har Ole Tornbjerg stået bag DR1-serien SIRIUS, der blev instrueret af Lasse Rahbek, og TV 2-serien Pigen på den lukkede, instrueret af Christian Voldborg.
Ole Tornbjerg debuterede som skønlitterær forfatter sammen med sin kone Jeanette Øbro, da de under forfatternavnet Øbro og Tornbjerg vandt Politikens Krimikonkurrence i 2010 med krimien Skrig under vand.
Skrig under vand handler om den dansk-engelske kriminalpsykolog Katrine Wraa, der er uddannet i England og bliver hentet til Danmark for at arbejde for drabsafdelingen i København.
Serien med Katrine Wraa fortsætter med Djævlens Ansigt (2011), Evas sidste nat (2013), Det norske job (2014), Pigen og Vogteren (2016) og De ustraffede (2018). Serien udkommer på Politikens Forlag og er solgt til udgivelse i fem lande.
Alle bøger har fået fire – fem-stjernede anmeldelser og har givet Øbro og Tornbjerg en stor læserskare. I 2015 vandt parret Martha-prisen, også kaldet Danskernes Yndlingsforfatter, for Det norske job.
I september 2015 udkom Ole Tornbjergs roman Drengen fra Godhavn, der fik gode anmeldelser i bl.a. Weekendavisen, Politiken og Fyens Stiftstidende.
Drengen fra Godhavn handler om den 13-årige Kalle Skjold, der i 1963 bliver anbragt på drengehjemmet Godhavn, som bliver styret med fast og brutal hånd af forstander Christian Bang. Romanen veksler mellem to lag. Et lag, der beskriver Kalle Skjolds oplevelser i de to år han er på Godhavn, og et lag, hvor Kalle i 2005 som voksen forsøger at komme overenes med, hvad der skete dengang og hvorfor.